# Egbert Streuer
Egbert Streuer (Assen, 1º febbraio 1954) è un pilota motociclistico olandese vincitore di 3 titoli nel motomondiale nei sidecar.

## Carriera
La carriera di Streuer è iniziata nelle competizioni nazionali olandesi nel 1975 avendo come passeggero il connazionale Johan van der Kaap con cui ha ottenuto il primo titolo nazionale nel 1978.

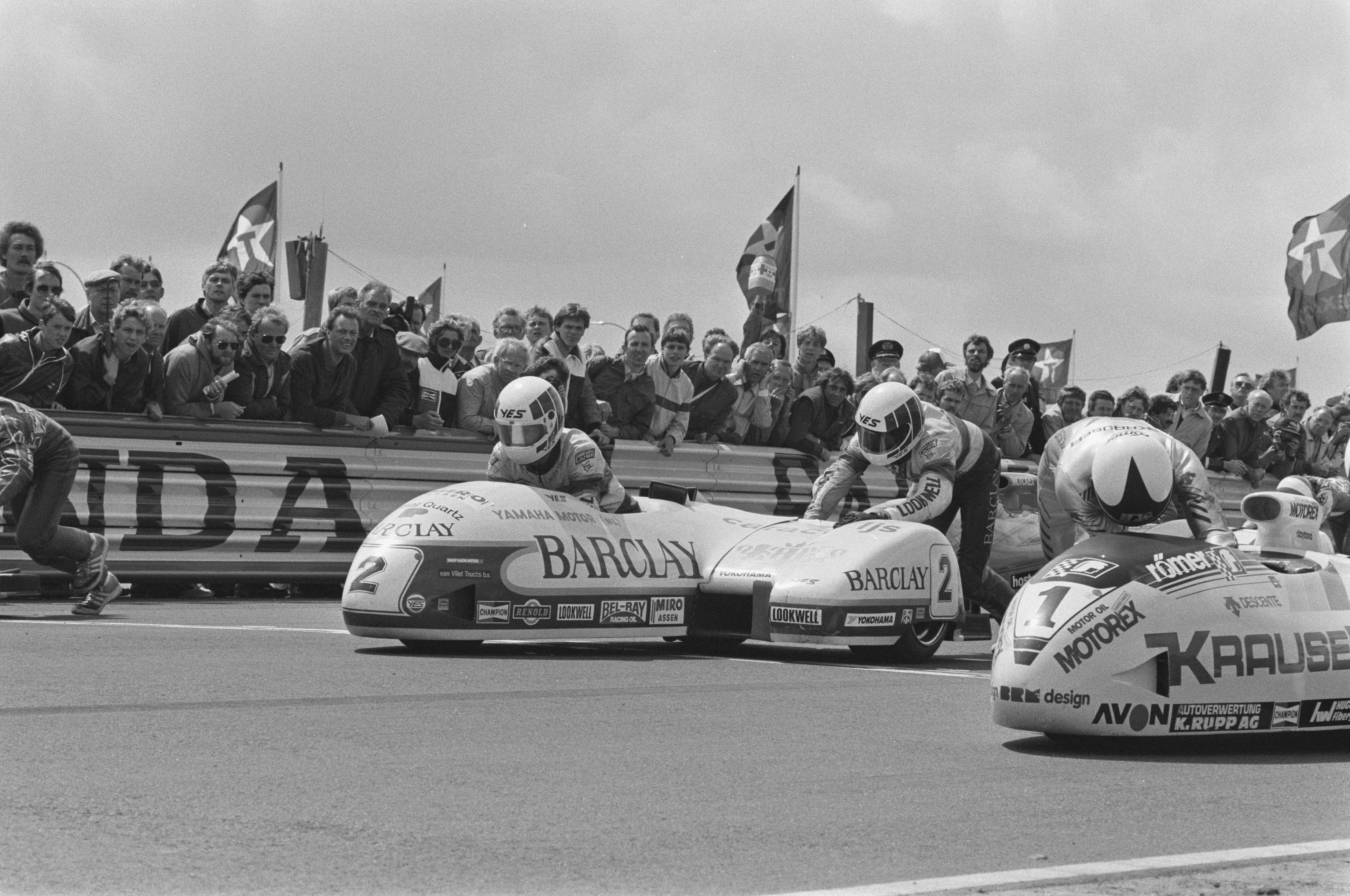
Streuer (n. 2) sulla griglia di partenza del GP d'Olanda 1984.

Con lo stesso passeggero ha gareggiato nel motomondiale tra il 1978 e il 1980; dopo il ritiro di van der Kaap, Bernard Schnieders ne ha preso il posto. Proprio con questo passeggero Streuer ha ottenuto il maggior numero di successi, nonché i suoi tre titoli iridati della categoria.
Dal motomondiale 1989 il suo posto è stato preso da Geral de Haas con cui Streuer è giunto al secondo posto in classifica nel 1989 e nel motomondiale 1990.
Nel 1991 e nel 1992, ultimi anni di partecipazione alle gare iridate, il passeggero è stato l'inglese Peter Brown. Al termine della stagione 1992, in concomitanza con le modifiche intervenute nel Campionato mondiale velocità Sidecar Streuer si è ritirato dalle competizioni.
Nei 15 anni di partecipazione al mondiale, Streuer ha totalizzato 22 vittorie nei singoli gran premi con la prima in occasione del Gran Premio motociclistico di Gran Bretagna 1982 e l'ultima in occasione della prova supplementare disputatasi al termine della stagione 1992 proprio sul circuito di Assen, località di nascita del pilota.
Ha ottenuto in totale 56 piazzamenti sul podio di gare del motomondiale e 11 titoli nazionali olandesi. Anche suo figlio Bennie ha seguito le sue orme, ottenendo il titolo mondiale nei sidecar nel 2015.

## Risultati nel motomondiale
| 1978 | Classe  | Moto          |    |    |     |   |    |   |   |    |    |   |   |    |    |  |  | Punti | Pos. |
| ---- | ------- | ------------- | -- | -- | --- | - | -- | - | - | -- | -- | - | - | -- | -- |  |  | ----- | ---- |
| 1978 | Sidecar | Schmid-Yamaha | NE | NE | Rit | - | 12 | - | - | NE | NE | - | - | 10 | NE |  |  | 1     | 27º  |

| 1979 | Classe  | Moto          |    |   |   |    |    |    |   |   |   |    |   |   |    |  |  | Punti | Pos. |
| ---- | ------- | ------------- | -- | - | - | -- | -- | -- | - | - | - | -- | - | - | -- |  |  | ----- | ---- |
| 1979 | Sidecar | Schmid-Yamaha | NE | - | - | NE | NE | NE | 6 | - | 5 | NE | - | 5 | NE |  |  | 17    | 9º   |

| 1980 | Classe  | Moto       |    |    |   |   |   |   |   |   |   |   |  |  |  |  |  | Punti | Pos. |
| ---- | ------- | ---------- | -- | -- | - | - | - | - | - | - | - | - |  |  |  |  |  | ----- | ---- |
| 1980 | Sidecar | LCR-Yamaha | NE | NE | 4 | 4 | 4 | 6 | - | 6 | 4 | 3 |  |  |  |  |  | 52    | 4º   |

| 1981 | Classe  | Moto       |    |   |   |    |   |   |    |   |   |    |   |   |   |   |  | Punti | Pos. |
| ---- | ------- | ---------- | -- | - | - | -- | - | - | -- | - | - | -- | - | - | - | - |  | ----- | ---- |
| 1981 | Sidecar | LCR-Yamaha | NE | - | - | NE | 4 | - | NE | - | 8 | NE | 5 | - | 9 | 6 |  | 24    | 8º   |

| 1982 | Classe  | Moto       |    |   |    |    |    |   |   |    |   |   |   |   |   |   |  | Punti | Pos. |
| ---- | ------- | ---------- | -- | - | -- | -- | -- | - | - | -- | - | - | - | - | - | - |  | ----- | ---- |
| 1982 | Sidecar | LCR-Yamaha | NE | - | NE | NE | NE | 5 | 2 | NE | 1 | - | 6 | - | - | 2 |  | 47,5  | 4º   |

| 1983 | Classe  | Moto       |    |   |    |   |    |   |    |   |   |   |   |   |  |  |  | Punti | Pos. |
| ---- | ------- | ---------- | -- | - | -- | - | -- | - | -- | - | - | - | - | - |  |  |  | ----- | ---- |
| 1983 | Sidecar | LCR-Yamaha | NE | - | NE | 1 | NE | 3 | NE | - | 2 | 1 | 2 | 4 |  |  |  | 72    | 2º   |

| 1984 | Classe  | Moto       |    |    |    |   |   |   |    |   |   |   |   |    |  |  |  | Punti | Pos. |
| ---- | ------- | ---------- | -- | -- | -- | - | - | - | -- | - | - | - | - | -- |  |  |  | ----- | ---- |
| 1984 | Sidecar | LCR-Yamaha | NE | NE | NE | 1 | 1 | 3 | NE | 2 | - | 1 | 4 | NE |  |  |  | 75    | 1º   |

| 1985 | Classe  | Moto       |    |    |   |    |   |    |   |   |   |    |   |    |  |  |  | Punti | Pos. |
| ---- | ------- | ---------- | -- | -- | - | -- | - | -- | - | - | - | -- | - | -- |  |  |  | ----- | ---- |
| 1985 | Sidecar | LCR-Yamaha | NE | NE | 3 | NE | 4 | NE | 3 | 1 | 1 | AN | 1 | NE |  |  |  | 73    | 1º   |

| 1986 | Classe  | Moto       |    |    |   |   |    |   |   |   |   |   |    |   |  |  |  | Punti | Pos. |
| ---- | ------- | ---------- | -- | -- | - | - | -- | - | - | - | - | - | -- | - |  |  |  | ----- | ---- |
| 1986 | Sidecar | LCR-Yamaha | NE | NE | 1 | 1 | NE | - | - | 1 | 1 | - | NE | 1 |  |  |  | 75    | 1º   |

| 1987 | Classe  | Moto       |    |   |   |    |   |    |   |   |   |   |   |    |    |    |    | Punti | Pos. |
| ---- | ------- | ---------- | -- | - | - | -- | - | -- | - | - | - | - | - | -- | -- | -- | -- | ----- | ---- |
| 1987 | Sidecar | LCR-Yamaha | NE | - | 2 | NE | 2 | NE | 1 | 2 | 2 | - | 2 | NE | NE | NE | NE | 75    | 2º   |

| 1988 | Classe  | Moto       |    |    |    |   |    |    |   |   |   |    |   |   |   |   |    | Punti | Pos. |
| ---- | ------- | ---------- | -- | -- | -- | - | -- | -- | - | - | - | -- | - | - | - | - | -- | ----- | ---- |
| 1988 | Sidecar | LCR-Yamaha | NE | NE | NE | 2 | NE | 14 | 5 | 2 | - | NE | 9 | 5 | 3 | 2 | NE | 97    | 3º   |

| 1989 | Classe  | Moto       |    |    |   |    |    |   |   |    |   |   |   |   |   |   |    | Punti | Pos. |
| ---- | ------- | ---------- | -- | -- | - | -- | -- | - | - | -- | - | - | - | - | - | - | -- | ----- | ---- |
| 1989 | Sidecar | LCR-Yamaha | NE | NE | - | NE | NE | 2 | 2 | NE | 2 | 1 | 3 | 2 | 4 | 1 | NE | 136   | 2º   |

| 1990 | Classe  | Moto       |    |   |   |   |   |   |   |   |   |   |   |   |   |   |    | Punti | Pos. |
| ---- | ------- | ---------- | -- | - | - | - | - | - | - | - | - | - | - | - | - | - | -- | ----- | ---- |
| 1990 | Sidecar | LCR-Yamaha | NE | - | 5 | 3 | - | 1 | 2 | 3 | 1 | 2 | 1 | 2 | - | 3 | NE | 167   | 2º   |

| 1991 | Classe  | Moto        |    |    |     |    |   |   |   |   |   |   |   |   |   |   |    | Punti | Pos. |
| ---- | ------- | ----------- | -- | -- | --- | -- | - | - | - | - | - | - | - | - | - | - | -- | ----- | ---- |
| 1991 | Sidecar | LCR-Krauser | NE | NE | Rit | 17 | 2 | 4 | 8 | 9 | 1 | 4 | 3 | 4 | 2 | 5 | NE | 134   | 3º   |

| 1992 | Classe  | Moto       |  |  |  |   |  |  |   |   |   |   |   |  |   |  |  | Punti | Pos. |
| ---- | ------- | ---------- |  |  |  | - |  |  | - | - | - | - | - |  | - |  |  | ----- | ---- |
| 1992 | Sidecar | LCR-Yamaha |  |  |  | 9 |  |  | - | 4 | 5 | 2 | 9 |  | 1 |  |  | 57    | 4º   |

| Legenda | 1º posto        | 2º posto            | 3º posto            | A punti      | Senza punti        | Grassetto – Pole position Corsivo – Giro più veloce |
| Legenda | Gara non valida | Non qual./Non part. | Ritirato/Non class. | Squalificato | '-' Dato non disp. | Grassetto – Pole position Corsivo – Giro più veloce |